# NGC 5179
NGC 5179 је спирална галаксија у сазвежђу Девица која се налази на NGC листи објеката дубоког неба.
Деклинација објекта је + 11° 44' 47" а ректасцензија 13h 29m 30,8s. Привидна величина (магнитуда) објекта NGC 5179 износи 14,2 а фотографска магнитуда 15,1. NGC 5179 је још познат и под ознакама MCG 2-34-23, MK 1349, CGCG 72-94, NPM1G +12.0361, PGC 47363.